# Compromis de 1877

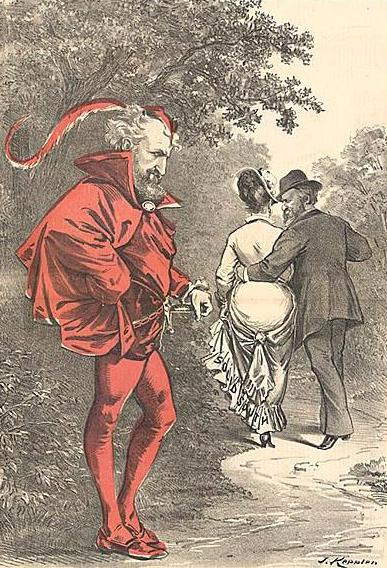
Caricature politique par Joseph Keppler représentant Roscoe Conkling en Méphistophélès tandis que Rutherford B. Hayes se promène avec le « Sud solide » représenté par une femme.

Le compromis de 1877, aussi connu comme « La grande trahison », fait référence à l'accord informel et non écrit, qui règle le contentieux électoral intense qui suit l'élection présidentielle américaine de 1876, et qui met fin à la période dite de « la Reconstruction », c'est-à-dire met fin au contrôle fédéral sur les États du Sud ayant participé à la guerre de Sécession.
Dans le cadre de ce compromis, les démocrates, qui contrôlent la Chambre des représentants, soutiennent la décision de la Commission électorale donnant le républicain Rutherford B. Hayes vainqueur de l'élection présidentielle contre le démocrate Samuel J. Tilden, soutenu par le sud. En échange, le gouvernement fédéral retire les troupes fédérales dont l'appui est pourtant essentiel pour la survie des gouvernements républicains à participation noire en Caroline du Sud, en Floride et en Louisiane. 
Le président sortant, le républicain Ulysses S. Grant, qui est encore en exercice, retire immédiatement les soldats de la Floride. Après sa nomination, Hayes retire les troupes restantes de Caroline du Sud et de Louisiane. Dès ce retrait, les démocrates sudistes prennent le contrôle de ces États. 
Un régime de ségrégation raciale est alors mis en place dans le Sud, et sera maintenu jusqu'en 1964-1965.

## Contexte politique
Malgré l'aboutissement de la guerre de Sécession, qui voit les fédérés anti-esclavagistes gagner, le racisme anti-Noirs reste extrêmement virulent dans les anciens États rebelles. Des « black codes » très discriminatoires sont votés dans le Sud dès les premiers mois suivant la victoire du Nord. Ils entraînent une réaction du Nord, qui fait voter les quatorzième et quinzième amendements à la constitution (garantissant les droits civiques des anciens esclaves), et déploie des troupes fédérales pour s'assurer de l'application des nouvelles règles.
Cette situation est très contestée par les Blancs du Sud, et crée une tension politique rendant difficile la réunification du pays. En 1876, les démocrates, qui soutiennent largement les revendications des anciens États confédérés, affrontent donc durement les républicains lors de l'élection présidentielle.
Le 10 novembre 1876, trois jours après l'élection, Samuel Jones Tilden, le candidat démocrate, a emporté 184 grands électeurs, une voix de moins que la majorité. Rutherford Hayes, le candidat républicain en a 165. Les 19 votes de la Louisiane, de la Caroline du Sud et de la Floride sont incertains du fait des larges fraudes organisées par les deux partis. Les républicains et les démocrates revendiquent tous deux la victoire. Pour compliquer les choses, l'un des trois grands électeurs de l'Oregon (remporté par Hayes) est disqualifié, ce qui ramène le nombre de votes pour Hayes à 164.

Résultats de l'élection de 1876 avec les États remportés par Hayes en rouge et ceux par Tilden en bleu.

Il y eut un débat considérable pour savoir qui de la Chambre démocrate ou du Sénat républicain avait l'autorité suffisante pour décider du sort des voix contestées des États du sud. En janvier 1877, la question restant toujours irrésolue, le Congrès accepte de soumettre le problème à une commission électorale bipartite qui serait autorisée à déterminer le destin des votes disputés. Après des contestations sur la composition de la commission, celle-ci se réunit en février et les huit républicains accordent les 20 votes incertains à Hayes. Ulcérés par cette décision, les démocrates empêchent le Congrès d'accepter les décisions de la commission. Il est même question de réunir des troupes pour marcher sur Washington, ce qui amène le président Ulysse S. Grant à renforcer la sécurité militaire. 
Comme le 4 mars (jour de l'investiture) approche, les leaders des deux partis se rencontrent au Wormley's Hotel de Washington pour négocier un compromis.

## Termes

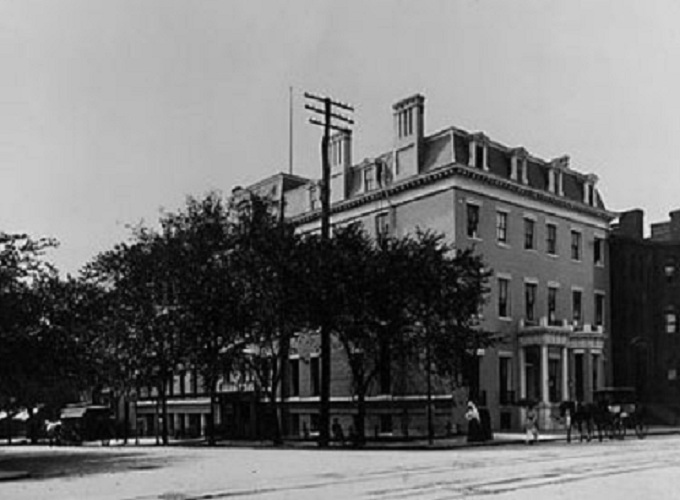
L'hôtel Wormley, à Washington, où une réunion secrète a mis le projet de construction d'une ligne de chemin de fer transcontinentale au premier plan des négociations. Le bâtiment a été détruit en 1906.

Le compromis prévoit que les démocrates du Sud reconnaissent Hayes en tant que président, sous réserve de certaines exigences :
- Retrait de toutes les troupes fédérales des États anciens confédérés. Le retrait était amorcé depuis quelque temps, mais des troupes stationnaient toujours en Louisiane, en Caroline du Sud et en Floride.
- Nomination d'au moins un démocrate du Sud au Cabinet Hayes : David M. Key, du Tennessee devint effectivement ministre des Postes.
- Construction d'un second chemin de fer transcontinental passant par les États du sud, et prolongeant les lignes déjà existantes du Texas and Pacific Railway.
- Une législation visant à aider à industrialiser le Sud et à le remettre sur pieds après les terribles pertes de la guerre de Sécession.

## Conséquences
Trois points du compromis furent respectés : le nouveau président Hayes fut accepté sans problème, les troupes fédérales se retirèrent des trois derniers États sudistes, et un ministre démocrate sudiste fut choisi comme ministre des Postes.
Les deux autres points ne furent pas respectés : aucun effort sérieux ne fut fait pour financer un chemin de fer ou pour fournir toute autre aide fédérale à l'industrialisation du Sud. 
Cette situation contribua à donner au compromis de 1877 la réputation d'avoir été inutile, d'où son nom de « Grande Trahison ».
À moyen terme, le compromis eut deux conséquences principales : 
- Les oppositions entre démocrates (en particulier démocrates du sud) et républicains (à dominante nordiste) furent en partie réglées par le compromis de 1877. Le compromis apaisa en particulier la situation d'opposition virulente entre le Sud et le Nord qui existait depuis la guerre de Sécession, prolongée par l'occupation militaire nordiste.

- Retrouvant sa pleine autonomie, le Sud put mettre en place un régime rigoureux de ségrégation raciale, les lois Jim Crow. Cette législation respectait formellement les droits civiques attribués au Noirs par les XIIIe amendement (interdiction de l'esclavage), XIVe amendement (égalité des droits) et XVe amendement (garantie du droit de vote), mais séparait Noirs et Blancs dans tous les domaines de la vie publique en se basant sur un principe « séparés mais égaux » qui sera validé par la Cour suprême, d'abord partiellement en 1883 (civil rights cases, autorisant la ségrégation dans les propriétés privées, comme les hôtels ou les restaurants) puis totalement par l'arrêt Plessy v. Ferguson de 1896 (autorisant la ségrégation dans les transports et par extension dans le service public). Le droit de vote des Noirs était en théorie protégé par le XVe amendement, mais fut également restreint en pratique par une politique d'intimidation, ainsi que par des législations soumettant le droit de vote à des niveaux de revenu ou à des tests de connaissance (qui excluaient donc aussi les Blancs les plus pauvres).

Le compromis de 1877 fut donc également pour le Nord un abandon des Noirs du Sud à leurs anciens maîtres[réf. nécessaire].

## Interprétations
Certains historiens, comme Allan Peskin, considèrent que les avantages offerts aux démocrates du Sud pour éviter leur obstruction, n'étaient pas un compromis, mais une fatalité. 
D'autres historiens soutiennent que le parti républicain a abandonné les Noirs du Sud à l'autorité raciste du parti démocrate sudiste, dans le but d'obtenir un soutien à l'élection de leur candidat. 
Gregory P. Downs rejette l'idée que la période fut une ère de réconciliation facile après la guerre, et de stabilité politique. Au lieu de cela, il montre que beaucoup d'Américains craignaient que la virulence des oppositions mène à terme à la « mexicanisation » de la politique, c'est-à-dire à une situation où la force serait utilisée pour régler une élection présidentielle, comme cela était le cas au Mexique. Downs considère que la « mexicanisation » a été catégoriquement rejetée et la stabilité atteinte via le compromis de 1877.
Dans tous les cas, la reconstruction terminée, la suprématie du Parti démocrate dans le Sud a été confirmée. Après 1877, c'est un régime de suprématie blanche qui prend le dessus, le Sud votant massivement pour des démocrates ségrégationnistes à chaque élection (solid south) jusqu'en 1966.